# ×Trisetokoeleria
× Trisetokoeleria là một chi thực vật có hoa trong họ Hòa thảo (Poaceae).

## Loài
Chi × Trisetokoeleria gồm các loài: